# Strada statale 46 del Pasubio
La strada statale 46 del Pasubio (SS 46) (o strada provinciale 46 del Pasubio (SP 46), ex strada statale 46 del Pasubio (SS 46) nella parte Veneta), è una strada statale e provinciale italiana d'importanza interregionale.

## Storia
Il tratto di strada tra Schio e Malo venne tracciato su sollecitazione dei mercanti/imprenditori lanieri tra il 1765 e il 1786, a debita distanza dalla destra idrografica del torrente Leogra spesso soggetto a esondazioni, per una spesa totale di 91.663 lire venete, in parte sostenuta dalle comunità locali.
L'ex strada statale 46 venne istituita nel 1928 con la denominazione "del Pian delle Fugazze", ed il seguente percorso: "Vicenza - Schio - Pian delle Fugazze - Rovereto."
Nel 1938 assunse la nuova denominazione "del Pasubio" in onore del Monte Pasubio, teatro di importanti eventi bellici durante la Prima guerra mondiale.
In seguito al decreto legislativo 2 settembre 1997, n° 320, dal 1º luglio 1998, la gestione del tratto fra il confine con il Veneto e Rovereto è passata dall'ANAS alla Provincia autonoma di Trento. In seguito invece al decreto legislativo n. 112 del 1998, dal 2001, la gestione del tratto veneto è passata alla Provincia di Vicenza (precisamente alla società ViAbilità che gestisce le strade di rilevanza provinciale per conto dell'ente).

## Percorso
Ha inizio a Vicenza dalla periferia nordovest della città, e risale verso nord toccando i comuni di Costabissara, Isola Vicentina, Malo, Schio, Torrebelvicino. A Valli del Pasubio incrocia la strada statale 246 di Recoaro, attraversa la frazione Sant'Antonio del Pasubio; valica il passo Pian delle Fugazze ed entra in Trentino-Alto Adige. Al Pian delle Fugazze incrocia la diramazione alla strada provinciale 89 Sinistra Leno e la Strada degli Eroi. Attraversa quindi i comuni di Vallarsa, Trambileno e termina a Rovereto in Via Benacense, dove si immette nella strada statale 12 dell'Abetone e del Brennero.

## Strada provinciale 108 dir del Pasubio

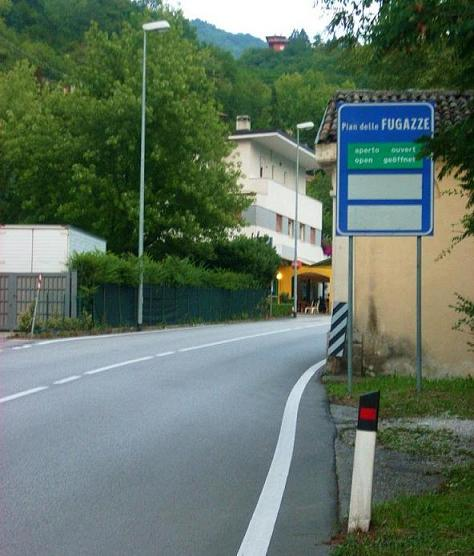
La SS 46 nei pressi di Rovereto; sulla destra, il cartello che segnala la percorribilità del Pian delle Fugazze

La strada provinciale 108 dir del Pasubio (SP 108 dir), ex strada statale 46 dir del Pasubio (SS 46 dir), è una strada provinciale italiana che collega la località Pian delle Fugazze, dalla SP 46 del Pasubio, all'ossario del Pasubio. Nei pressi dell'ossario ha termine la Strada provinciale 99 Campogrosso che collega la SP 108 dir alla Valle dell'Agno.

### Storia
L'ex strada statale 46 dir venne istituita nel 1960 con il seguente percorso: "Innesto strada statale n. 46 del Pasubio (km 45+460) - Monumento Ossario del Pasubio."
In seguito al decreto legislativo n. 112 del 1998, dal 2001, la gestione è passata dall'ANAS alla Provincia di Vicenza.

## Strada provinciale 46 del Pasubio (Variante di Torrebelvicino)
La Variante di Torrebelvicino della Strada provinciale 46 è una strada a scorrimento veloce, con una corsia per senso di marcia che attraversa il comune di Torrebelvicino a sud del capoluogo.
È stata costruita nel 2010 per deviare il traffico pendolare dal centro di Torrebelvicino, onde evitare le colonne d'auto allora frequenti. Ha inizio al confine con il comune di Schio, scorre alla sinistra idrografica del torrente Leogra e si collega con il normale corso della Strada provinciale 46, subito dopo l'uscita dal centro storico.
La costruzione di questa strada ha comportato la demolizione e la ricostruzione del ponte di Pievebelvicino (costruito inizialmente dalla Lanerossi come ferrovia per facilitare gli scambi tra Comuni), per permettere il passaggio della variante sotto di esso.
| SS 46 Variante Di Torrebelvicino |                                  |    |
| Tipo                             | Indicazione                      | km |
|                                  |                                  |    |
|                                  | Variante di Schio                |    |
|                                  | Pievebelvicino                   |    |
|                                  | Torrebelvicino                   |    |
|                                  | Zona Industriale "Ligonto-Riolo" |    |
|                                  | (direzione Rovereto)             |    |